# Campeonato Mundial de Piragüismo en Aguas Tranquilas de 1974
El XI Campeonato Mundial de Piragüismo en Aguas Tranquilas se celebró en Ciudad de México (México) en el año 1974 bajo la organización de la Federación Internacional de Piragüismo (ICF) y la Federación Mexicana de Piragüismo.
Las competiciones se realizaron en la Pista Olímpica Virgilio Uribe, ubicada al sudeste de la capital mexicana.

## Medallistas

### Femenino
| Evento   | Oro                                                     | Plata                                                            | Bronce                                                            |
| -------- | ------------------------------------------------------- | ---------------------------------------------------------------- | ----------------------------------------------------------------- |
| K1 500 m | Anke Ohde RDA                                           | Nina Gopova URSS                                                 | Maria Cosma Rumania                                               |
| K2 500 m | Bärbel Köster Anke Ohde RDA                             | Viorica Dumitru Maria Nichiforov Rumania                         | Ilona Tözsér · Mária Zakariás · Hungría                           |
| K4 500 m | Bärbel Köster Anke Ohde Ilse Kaschube Carola Zirzow RDA | Nina Gopova Larisa Kabakova Tatiana Korshunova Galina Kreft URSS | Viorica Dumitru Maria Nichiforov Maria Cosma Agafia Orlov Rumania |

## Medallero
| Núm. | País           | Oro | Plata | Bronce | Total |
| ---- | -------------- | --- | ----- | ------ | ----- |
| 1    | URSS           | 6   | 7     | 1      | 14    |
| 2    | RDA            | 4   | 2     | 2      | 8     |
| 3    | Hungría        | 3   | 4     | 3      | 10    |
| 4    | Rumania        | 3   | 2     | 6      | 11    |
| 5    | Polonia        | 1   | 2     | 3      | 6     |
| 6    | Italia         | 1   | 0     | 1      | 2     |
| 7    | Bélgica        | 0   | 1     | 0      | 1     |
| 8    | Checoslovaquia | 0   | 0     | 1      | 1     |
| 8    | Francia        | 0   | 0     | 1      | 1     |
|      | TOTAL          | 18  | 18    | 18     | 54    |